# 弘峰寺
弘峰寺（こうぶじ）は岐阜県岐阜市長森にある不動明王を本尊とする高野山真言宗の寺院で、山号は瑞暁山。美濃四国16番札所。
昭和28年（1953年）発願。昭和41年（1966年）に創建される。本尊は創建時に高野山三宝院より授けられた鎌倉時代作の不動明王で、岐阜市により文化財に指定されている。本堂は金華山南麓の岩窟の中に建てられており、岩戸弘法の異名がある。
岐阜県内において毎月最終金曜日に金の御朱印を授与する企画に参加している寺の一つである。令和2年（2020年）には新型コロナウィルス感染症における医療機関支援のため、愛西市の大法寺と共に支援御朱印を企画し、授与料が岐阜赤十字病院に寄付された。

## 文化財

### 岐阜市指定文化財
- 木造不動明王及二童子立像